# Чик, Джоуи
Джозеф Уильям «Джоуи» Чик (англ. Joseph William "Joey" Cheek; род. 22 июня 1979, Гринсборо, Северная Каролина) — американский конькобежец, олимпийский чемпион.
Джоуи Чик успешно занимался бегом на роликовых коньках. С пятнадцатилетнего возраста он начал заниматься скоростным бегом на коньках. Он участвовал в чемпионатах мира для юниоров в 1996, 1997 и 1998 годах.
С 1999 по 2006 годы Чик жил в Парк-Сити, недалеко от Солт-Лэйк-Сити, где он тренировался совместно с национальной сборной США.
Джоуи Чик участвовал в Зимних Олимпийских играх 2002 года в Солт-Лэйк-Сити и завоевал бронзовую медаль на дистанции 1000 метров. На дистанции 1500 метров он занял четвёртое место, отстав от третьего призёра на 0,08 секунд.
На чемпионате мира для отдельных дистанций 2003 года в Берлине Чик завоевал бронзовые медали на дистанциях 1000 и 1500 метров.
В январе 2006 года Джоуи Чик стал чемпионом мира в спринтерском многоборье в голландском городе Херенвеен.
На Зимних Олимпийских играх 2006 года в Турине Джоуи Чик выиграл золотую олимпийскую медаль на дистанции 500 метров и серебряную на дистанции 1000 метров. Время Чика дистанции 500 метров — 34,82 и 34,94 секунд. Результат 34,82 стал неофициальным мировым рекордом для равнинных катков. На церемонии закрытия Олимпийских игр в Турине Джоуи Чику было доверено нести знамя США.
В 2006 году Джоуи Чик закончил свою карьеру конькобежца. Он занялся общественной деятельностью. Свою денежную премию за победу на олимпиаде в Турине (25000 долларов) и за третье место (15000 долларов) он передал в фонд Юхана-Улафа Косса «Right To Play». Джоуи Чик является сооснователем коалиции «Команда Дарфур» (Team Darfur). Эта международная коалиция объединяет атлетов, которые стремятся информировать общественность о событиях в Дарфуре и прилагают усилия к урегулированию кризиса в Дарфуре.
Джой Чик поступил в Принстонский университет, где он изучает экономику и китайский язык.
Работал аналитиком NBC на зимних Олимпийских играх 2018 года в Пхёнчхане.

## Лучшие результаты
Лучшие результаты Джоуи Чика на отдельных дистанциях:
- 100 метров — 09,89 (10 января 2003 года, Солт-Лэйк-Сити)
- 500 метров — 34,66 (10 января 2003 года, Солт-Лэйк-Сити)
- 1000 метров — 1:07,29 (31 декабря 2005 года, Солт-Лэйк-Сити)
- 1.500 метров — 1:44,98 (15 февраля 2003 года, Солт-Лэйк-Сити)
- 3.000 метров — 3:54,76 (26 ноября 1999 года, Калгари)
- 5.000 метров — 6:42,57 (28 ноября 1999 года, Калгари)
- 10.000 метров — 14:13,81  (14 января 2000 года, Калгари)